# Polymorphomyia striola
Polymorphomyia striola är en tvåvingeart som först beskrevs av Fabricius 1805.  Polymorphomyia striola ingår i släktet Polymorphomyia och familjen borrflugor.
Artens utbredningsområde är Guyana. Inga underarter finns listade i Catalogue of Life.